# Ciro Muro
Ciro Muro (Napoli, 9 marzo 1964) è un allenatore di calcio ed ex calciatore italiano, di ruolo centrocampista.

## Carriera

### Giocatore
Dopo aver esordito l'11 marzo 1984 in Serie A, con la maglia del Napoli (Napoli-Roma 1-2), viene ceduto in Serie C1 al Monopoli dove gioca tutte le 34 partite di campionato segnando 5 gol.
La stagione successiva (1985-1986) torna in Serie A vestendo la maglia del Pisa con la quale realizza 4 reti in 29 apparizioni. Il buon campionato disputato con i toscani convince il Napoli a richiamarlo nel proprio organico: è la stagione del primo scudetto partenopeo e Ciro Muro dà il suo contributo con 11 presenze in campionato e un gol, nel successo interno contro l'Ascoli.  Nella finale di Coppa Italia segna la rete del 2-0 contro l'Atalanta.
L'anno dopo torna a giocare in Serie B, nella Lazio. A fine stagione i biancocelesti ottengono la promozione in A. Muro gioca 37 partite e mette a segno 4 reti. Viene riconfermato anche per la stagione successiva (1988-1989) con prestazioni altalenanti: 24 presenze e nessuna rete all'attivo.
Nel 1989-1990 torna a giocare tra i cadetti, vestendo la maglia del Cosenza che punta ad un campionato di vertice, ma non offre le prestazioni che il pubblico rossoblù si aspetta. Malgrado ciò, riesce a segnare 2 bellissime reti (contro Padova e Foggia) con due calci piazzati alla Maradona.
Negli anni successivi giocherà ancora in B indossando le maglie di Messina (1990-1991, 30 presenze 1 gol) e Taranto (dal 1991 al 1993, 71 presenze 9 gol). Poi giocherà due campionati di Serie C1 con la maglia dell'Ischia Isolaverde (un gol su 58 partite) e due campionati di Serie C2 con l'Albanova dove totalizza 54 presenze e 10 reti, inframmezzati da una breve parentesi nel Matera, sempre in Serie C2.
In carriera ha totalizzato complessivamente 65 presenze e 5 reti in Serie A e 173 presenze e 16 reti in Serie B.

### Allenatore
Da allenatore ha lavorato principalmente presso squadre di calcio campane. A Napoli, ha aperto una scuola calcio, la Sc Ciro Muro.
Il 27 agosto 2009 assume l'incarico di allenatore della squadra Berretti del Napoli. Dall'agosto del 2010 è allenatore degli Allievi Nazionali del Napoli. Dall'agosto del 2011 assume l'incarico di tecnico dei Giovanissimi Nazionali del Napoli. La stagione seguente ritorna alla guida degli Allievi Nazionali, al termine della quale viene sollevato dall'incarico.
Nella stagione 2013-2014 allena la Mariano Keller, in Serie D, mentre in quella seguente assume la guida della Puteolana.
La stagione 2020-2021 ritorna alla guida di una formazione giovanile: viene ufficializzato come nuovo allenatore dei giovani della Frattese, mentre per un breve periodo nel 2022 assume la guida dei giovani tigrotti del Giugliano.
Il 4 ottobre 2023 torna a guidare una prima squadra diventando il nuovo allenatore della Scafatese, squadra campana militante in Eccellenza. All'esordio batte subito in casa il Costa D'Amalfi, in quel momento prima in classifica e ancora imbattuta in campionato. Seguono una serie di buoni risultati, tra cui la rimonta in casa della neopromossa Apice Calcio da 2-0 a 3-2 al 92' e la vittoria casalinga contro la Calpazio di Ciro De Cesare, anch'essa imbattuta.
Il 12 novembre 2024 viene ingaggiato come nuovo allenatore del Castel Volturno, militante nel torneo di Eccellenza. Dopo aver portato la squadra ad una tranquilla salvezza, la dirigenza annuncia attraverso un comunicato di aver raggiunto l'accordo con il tecnico per la risoluzione consensuale del contratto.

## Palmarès

### Giocatore

#### Competizioni nazionali
- Campionato italiano: 1

Napoli: 1986-1987
- Coppa Italia: 1

Napoli: 1986-1987

#### Competizioni internazionali
- Coppa Mitropa: 1

Pisa: 1985-1986